# Amy Lindsay
Amy Lindsay (ur. 3 września 1966 w Columbus) – amerykańska aktorka. 

## Życiorys
Urodziła się w Columbus w Ohio. Dorastała w Teksasie, gdzie ukończyła studia dziennikarskie na University of Texas. Karierę aktorską rozpoczęła w 1994. Występowała głównie w filmach erotycznych oraz serialach z gatunku softcore (również pod pseudonimem Leah Riley). Pojawiła się w produkcjach mainstreamowych takich jak Star Trek: Voyager czy Niebieski Pacyfik. 
W 2016 portal BuzzFeed opublikował informację o tym, że aktorka wsparła kampanię republikańskiego kandydata na prezydenta Stanów Zjednoczonych – Teda Cruza. Aktorka zadeklarowała się jako „chrześcijańska konserwatystka” co w następstwie przysporzyło kampanii Cruza wielu kontrowersji związanych z aktorstwem Lindsay. Kampania Cruza odpowiedziała, iż „nie znała pełnej filmografii” aktorki. Po wycofaniu się Cruza z kampanii prezydenckiej, aktorka przekazała swoje poparcie Donaldowi Trumpowi.
W 1991 wyszła za mąż za Ronalda G. Sklossa. W 1997 wzięła z nim rozwód. Drugim mężem Lindsay został Hoyt Richards, którego poślubiła w 2005. W 2009 rozwiodła się z Richardsem.

## Wybrana filmografia
- Secrets of a Chambermaid (1998) jako J.J.
- Pleasure Zone (1999) jako Tanya
- Niebieski Pacyfik (1999) jako Sherry Drake
- Intymność (2001) jako Katie Campbell
- Star Trek: Voyager (2001) jako Lana
- Podniebne figle (Bikini Airways; 2003) jako Pam
- Black Tie Nights (2005) jako Olivia Hartley
- Insatiable Obsession (2006) jako Winn Blake
- MILF (2010) jako Holly Reese